# 5-та окрема мотострілецька бригада «Оплот»
5-та окрема мотострілецька Донецька бригада імені першого глави ДНР О. В. Захарченка — незаконне збройне формування 1-го армійського корпусу РФ. Формально знаходиться у підпорядкуванні терористичної організації ДНР. У лютому 2015 року включене до розширеного санкційного списку ЄС і Канади з іншими проросійськими терористичними угрупованнями, що діють на українському Донбасі. Згодом до цих санкцій приєднались уряди Норвегії й Швейцарії.

## Історія
«Оплот» сформувався в Харкові у січні 2014 року, як одна з організацій «Антимайдану» на основі бійцівського клубу «Оплот» Євгена Жиліна (символом клубу був носоріг і гасло «живи сильно»).
16 квітня 2014 року 20 активістів організації зайняли будівлю донецької міської ради і зажадали проведення референдуму про статус Донецької області.
Тоді ж «оплотівці» почали патрулювати Донецьк вночі замість представників української міліції, які на той момент переводилися до Покровська та Маріуполя. А в період проведення «референдуму» 11 травня 2014 року вони, згідно з «указом» Олександра Захарченка, займалися охороною виборчих дільниць. 
Наприкінці травня 2014 «Оплот» взяв під охорону резиденцію олігарха Ріната Ахметова в Донецьку.
Як батальйон відомий з червня 2014 року. Наприкінці липня бійці батальйону брали участь у боях за Донецький аеропорт і Кожевню.
У вересні 2014 року було зафіксовано роботу реактивної артилерії «Оплоту» з житлових кварталів Докучаєвська.
13 січня 2015 року, за наказом полковника РФ Анатолія Синельникова, реактивні установки «Град» 1-го батальйону бригади «Оплот» обстріляли з району Докучаєвська український блокпост поблизу Волновахи. Внаслідок обстрілу загинуло 12 цивільних осіб і 19 було поранено.
У жовтні 2018 року бригаді було офіційно присвоєно ім'я Олександра Захарченка, який загинув внаслідок вибуху в кафе "Сєпар" в Донецьку 31 серпня того ж року. У міру поступової заморозки війни бригада продовжувала дислокуватися вздовж лінії зіткнення між Кальміуським та Оленівкою.
З початком повномасштабного вторгнення Росії в Україну 24 лютого 2022 бригада воювала в Маріуполі, Волновасі та Попасній. Наприкінці 2022 року, як і всі підрозділи псевдореспублік Донбасу, офіційно була інтегрована до складу російської регулярної армії та підпорядкована 8-ї загальновійськової армії.

## Склад
- управління,
- 1-й мотострілецький батальйон,
- 2-й мотострілецький батальйон,
- 1-й танковий батальйон,
- 2-й танковий батальйон,
- гаубичний самохідно-артилерійський дивізіон,
- гаубичний артилерійський дивізіон,
- реактивний артилерійський дивізіон,
- протитанкова артилерійська батарея,
- розвідувальна рота,
- Зенітний ракетний дивізіон,
- інженерно-саперна рота,
- рота зв'язку,
- медична рота,
- рота технічного забезпечення,
- рота матеріального забезпечення,
- стрілецький взвод (снайперів),
- комендантський взвод.

## Командування
Командир — генерал-майор Павло Клименко.

## Втрати
З відкритих джерел відомо про деякі втрати бригади «Оплот»: 